# San Juan Grande
San Juan Grande è un distretto della Costa Rica facente parte del cantone di Esparza, nella provincia di Puntarenas.